# Основна школа (филм)
Основна школа (чеш. Obecná škola) је филм чехословачког редитеља Јана Шверака из 1991. године. Сценарио је написао његов отац Здењек Шверак који игра главну улогу у филму заједно са Јаном Тршиском. Филм је био номонован за Оскара.